# HD 124099
HD 124099 eller HR 5306 är en ensam stjärna belägen i den mellersta delen av stjärnbilden Paradisfågeln. Den har en genomsnittlig skenbar magnitud av ca 6,47 och är mycket svagt synlig för blotta ögat där ljusföroreningar ej förekommer. Baserat på en parallax enligt Gaia Data Release 3 på ca 1,61 mas, beräknas den befinna sig på ett avstånd på ca 2 030 ljusår (621 parsek) från solen. Den rör sig närmare solen med en heliocentrisk radialhastighet på ca -10 km/s. På det beräknade avståndet är stjärnans magnitud minskad med 0,47 enhet på grund av interstellärt stoft.

## Egenskaper
HD 124099 är en orange till gul ljusstark jättestjärna  av spektralklass K2 IIp med ett ovanligt spektrum med ett mycket svagt eller helt utan G-band. Den har en massa som är lika med ca 4,2 solmassor, en radie som är ca 71 eller ca 99 solradier och utsänder energi från dess fotosfär motsvarande ca 1 550 eller 2 900 gånger solen vid en effektiv temperatur av ca 4 400 K. Stjärnan misstänks vara en halvregelbunden variabel som varierar i skenbar magnitud mellan 6,46 och 6,49 med en period av 528 dygn.